# Liste des communes de la Savoie
Pour les autres listes de communes françaises, voir Listes des communes de France.
| - La Savoie en France métropolitaine. - Carte des communes de la Savoie. |

Cette page liste les 273 communes du département français de la Savoie au 1er janvier 2025.

## Historique
Le territoire de l'actuel département de la Savoie a fait partie des États de Savoie, puis premier rattachement à la France en 1792 avec création du département du Mont-Blanc, puis restitution au royaume de Sardaigne en 1815, enfin second rattachement et création des départements de Savoie et de Haute-Savoie le 15 juin 1860.
En 2018 à la suite de la création de neuf communes nouvelles depuis 2015, leur nombre est passé de 305 à 285.
Au 1er janvier 2019, huit communes nouvelles sont créées par la fusion de 20 communes. Le nombre total de commune est ainsi descendu à 273.

## Liste des communes
Le tableau suivant donne la liste des communes au 1er janvier 2025, en précisant leur code Insee, leur code postal principal, leur arrondissement, leur canton, leur intercommunalité, leur superficie, leur population et leur densité, d'après les chiffres de l'Insee issus du recensement 2022,.
| Nom                            | Code Insee | Code postal | Arrondissement          | Canton                           | Intercommunalité              | Superficie (km2) | Population (dernière pop. légale) | Densité (hab./km2) | Modifier                                    |
| ------------------------------ | ---------- | ----------- | ----------------------- | -------------------------------- | ----------------------------- | ---------------- | --------------------------------- | ------------------ | ------------------------------------------- |
| Chambéry (préfecture)          | 73065      | 73000       | Chambéry                | Chambéry-1 Chambéry-2 Chambéry-3 | CA Grand Chambéry             | 20,99            | 60 251 (2022)                     | 2 870              | modifier les données · modifier les données |
| Aiguebelette-le-Lac            | 73001      | 73610       | Chambéry                | Le Pont-de-Beauvoisin            | CC du Lac d'Aiguebelette      | 7,91             | 247 (2022)                        | 31                 | modifier les données · modifier les données |
| Aillon-le-Jeune                | 73004      | 73340       | Chambéry                | Saint-Alban-Leysse               | CA Grand Chambéry             | 34,09            | 429 (2022)                        | 13                 | modifier les données · modifier les données |
| Aillon-le-Vieux                | 73005      | 73340       | Chambéry                | Saint-Alban-Leysse               | CA Grand Chambéry             | 21,63            | 218 (2022)                        | 10                 | modifier les données · modifier les données |
| Aime-la-Plagne                 | 73006      | 73210       | Albertville             | Bourg-Saint-Maurice              | CC Les Versants d'Aime        | 94,67            | 4 409 (2022)                      | 47                 | modifier les données · modifier les données |
| Aiton                          | 73007      | 73220       | Saint-Jean-de-Maurienne | Saint-Pierre-d'Albigny           | CC Porte de Maurienne         | 16,29            | 1 811 (2022)                      | 111                | modifier les données · modifier les données |
| Aix-les-Bains                  | 73008      | 73100       | Chambéry                | Aix-les-Bains-1 Aix-les-Bains-2  | CA Grand Lac                  | 12,62            | 32 175 (2022)                     | 2 550              | modifier les données · modifier les données |
| Albertville                    | 73011      | 73200       | Albertville             | Albertville-1 Albertville-2      | CA Arlysère                   | 17,54            | 19 706 (2022)                     | 1 123              | modifier les données · modifier les données |
| Albiez-le-Jeune                | 73012      | 73300       | Saint-Jean-de-Maurienne | Saint-Jean-de-Maurienne          | CC Cœur de Maurienne Arvan    | 12,45            | 141 (2022)                        | 11                 | modifier les données · modifier les données |
| Albiez-Montrond                | 73013      | 73300       | Saint-Jean-de-Maurienne | Saint-Jean-de-Maurienne          | CC Cœur de Maurienne Arvan    | 48,58            | 366 (2022)                        | 7,5                | modifier les données · modifier les données |
| Allondaz                       | 73014      | 73200       | Albertville             | Albertville-1                    | CA Arlysère                   | 4,08             | 295 (2022)                        | 72                 | modifier les données · modifier les données |
| Les Allues                     | 73015      | 73550       | Albertville             | Moûtiers                         | CC Val Vanoise                | 85,99            | 1 750 (2022)                      | 20                 | modifier les données · modifier les données |
| Apremont                       | 73017      | 73190       | Chambéry                | Montmélian                       | CC Cœur de Savoie             | 17,76            | 968 (2022)                        | 55                 | modifier les données · modifier les données |
| Arbin                          | 73018      | 73800       | Chambéry                | Montmélian                       | CC Cœur de Savoie             | 1,71             | 816 (2022)                        | 477                | modifier les données · modifier les données |
| Argentine                      | 73019      | 73220       | Saint-Jean-de-Maurienne | Saint-Pierre-d'Albigny           | CC Porte de Maurienne         | 28,03            | 952 (2022)                        | 34                 | modifier les données · modifier les données |
| Arith                          | 73020      | 73340       | Chambéry                | Saint-Alban-Leysse               | CA Grand Chambéry             | 24,27            | 439 (2022)                        | 18                 | modifier les données · modifier les données |
| Arvillard                      | 73021      | 73110       | Chambéry                | Montmélian                       | CC Cœur de Savoie             | 29,28            | 849 (2022)                        | 29                 | modifier les données · modifier les données |
| Attignat-Oncin                 | 73022      | 73610       | Chambéry                | Le Pont-de-Beauvoisin            | CC du Lac d'Aiguebelette      | 18,46            | 572 (2022)                        | 31                 | modifier les données · modifier les données |
| Aussois                        | 73023      | 73500       | Saint-Jean-de-Maurienne | Modane                           | CC Haute Maurienne Vanoise    | 41,94            | 682 (2022)                        | 16                 | modifier les données · modifier les données |
| Les Avanchers-Valmorel         | 73024      | 73260       | Albertville             | Moûtiers                         | CC des Vallées d'Aigueblanche | 21,93            | 739 (2022)                        | 34                 | modifier les données · modifier les données |
| Avressieux                     | 73025      | 73240       | Chambéry                | Bugey savoyard                   | CC Val Guiers                 | 8,07             | 534 (2022)                        | 66                 | modifier les données · modifier les données |
| Avrieux                        | 73026      | 73500       | Saint-Jean-de-Maurienne | Modane                           | CC Haute Maurienne Vanoise    | 37,85            | 394 (2022)                        | 10                 | modifier les données · modifier les données |
| Ayn                            | 73027      | 73470       | Chambéry                | Le Pont-de-Beauvoisin            | CC du Lac d'Aiguebelette      | 7,44             | 390 (2022)                        | 52                 | modifier les données · modifier les données |
| La Balme                       | 73028      | 73170       | Chambéry                | Bugey savoyard                   | CC de Yenne                   | 9,40             | 356 (2022)                        | 38                 | modifier les données · modifier les données |
| Barberaz                       | 73029      | 73000       | Chambéry                | La Ravoire                       | CA Grand Chambéry             | 3,79             | 5 246 (2022)                      | 1 384              | modifier les données · modifier les données |
| Barby                          | 73030      | 73230       | Chambéry                | Saint-Alban-Leysse               | CA Grand Chambéry             | 2,48             | 3 545 (2022)                      | 1 429              | modifier les données · modifier les données |
| Bassens                        | 73031      | 73000       | Chambéry                | Saint-Alban-Leysse               | CA Grand Chambéry             | 3,11             | 5 118 (2022)                      | 1 646              | modifier les données · modifier les données |
| La Bâthie                      | 73032      | 73540       | Albertville             | Albertville-1                    | CA Arlysère                   | 22,45            | 2 168 (2022)                      | 97                 | modifier les données · modifier les données |
| La Bauche                      | 73033      | 73360       | Chambéry                | Le Pont-de-Beauvoisin            | CC Cœur de Chartreuse         | 6,58             | 541 (2022)                        | 82                 | modifier les données · modifier les données |
| Beaufort                       | 73034      | 73270       | Albertville             | Ugine                            | CA Arlysère                   | 149,53           | 1 994 (2022)                      | 13                 | modifier les données · modifier les données |
| Bellecombe-en-Bauges           | 73036      | 73340       | Chambéry                | Saint-Alban-Leysse               | CA Grand Chambéry             | 22,89            | 760 (2022)                        | 33                 | modifier les données · modifier les données |
| Les Belleville                 | 73257      | 73440 73600 | Albertville             | Moûtiers                         | CC Cœur de Tarentaise         | 226,84           | 3 488 (2022)                      | 15                 | modifier les données · modifier les données |
| Belmont-Tramonet               | 73039      | 73330       | Chambéry                | Le Pont-de-Beauvoisin            | CC Val Guiers                 | 5,46             | 512 (2022)                        | 94                 | modifier les données · modifier les données |
| Bessans                        | 73040      | 73480       | Saint-Jean-de-Maurienne | Modane                           | CC Haute Maurienne Vanoise    | 128,08           | 352 (2022)                        | 2,7                | modifier les données · modifier les données |
| Betton-Bettonet                | 73041      | 73390       | Chambéry                | Saint-Pierre-d'Albigny           | CC Cœur de Savoie             | 3,41             | 304 (2022)                        | 89                 | modifier les données · modifier les données |
| Billième                       | 73042      | 73170       | Chambéry                | Bugey savoyard                   | CC de Yenne                   | 5,98             | 262 (2022)                        | 44                 | modifier les données · modifier les données |
| La Biolle                      | 73043      | 73410       | Chambéry                | Aix-les-Bains-1                  | CA Grand Lac                  | 13,04            | 2 922 (2022)                      | 224                | modifier les données · modifier les données |
| Bonneval-sur-Arc               | 73047      | 73480       | Saint-Jean-de-Maurienne | Modane                           | CC Haute Maurienne Vanoise    | 82,72            | 270 (2022)                        | 3,3                | modifier les données · modifier les données |
| Bonvillard                     | 73048      | 73460       | Albertville             | Albertville-2                    | CA Arlysère                   | 17,10            | 352 (2022)                        | 21                 | modifier les données · modifier les données |
| Bonvillaret                    | 73049      | 73220       | Saint-Jean-de-Maurienne | Saint-Pierre-d'Albigny           | CC Porte de Maurienne         | 8,88             | 144 (2022)                        | 16                 | modifier les données · modifier les données |
| Bourdeau                       | 73050      | 73370       | Chambéry                | La Motte-Servolex                | CA Grand Lac                  | 4,83             | 579 (2022)                        | 120                | modifier les données · modifier les données |
| Bourg-Saint-Maurice            | 73054      | 73700       | Albertville             | Bourg-Saint-Maurice              | CC de Haute-Tarentaise        | 179,07           | 7 228 (2022)                      | 40                 | modifier les données · modifier les données |
| Le Bourget-du-Lac              | 73051      | 73370       | Chambéry                | La Motte-Servolex                | CA Grand Lac                  | 20,05            | 5 077 (2022)                      | 253                | modifier les données · modifier les données |
| Bourget-en-Huile               | 73052      | 73110       | Chambéry                | Montmélian                       | CC Cœur de Savoie             | 6,79             | 143 (2022)                        | 21                 | modifier les données · modifier les données |
| Bourgneuf                      | 73053      | 73390       | Chambéry                | Saint-Pierre-d'Albigny           | CC Cœur de Savoie             | 6,48             | 667 (2022)                        | 103                | modifier les données · modifier les données |
| Bozel                          | 73055      | 73350       | Albertville             | Moûtiers                         | CC Val Vanoise                | 28,80            | 2 024 (2022)                      | 70                 | modifier les données · modifier les données |
| Brides-les-Bains               | 73057      | 73570       | Albertville             | Moûtiers                         | CC Val Vanoise                | 2,63             | 457 (2022)                        | 174                | modifier les données · modifier les données |
| La Bridoire                    | 73058      | 73520       | Chambéry                | Le Pont-de-Beauvoisin            | CC Val Guiers                 | 6,18             | 1 206 (2022)                      | 195                | modifier les données · modifier les données |
| Brison-Saint-Innocent          | 73059      | 73100       | Chambéry                | Aix-les-Bains-1                  | CA Grand Lac                  | 8,75             | 2 443 (2022)                      | 279                | modifier les données · modifier les données |
| Césarches                      | 73061      | 73200       | Albertville             | Ugine                            | CA Arlysère                   | 2,90             | 431 (2022)                        | 149                | modifier les données · modifier les données |
| Cevins                         | 73063      | 73730       | Albertville             | Albertville-1                    | CA Arlysère                   | 32,66            | 707 (2022)                        | 22                 | modifier les données · modifier les données |
| Challes-les-Eaux               | 73064      | 73190       | Chambéry                | La Ravoire                       | CA Grand Chambéry             | 5,65             | 5 626 (2022)                      | 996                | modifier les données · modifier les données |
| La Chambre                     | 73067      | 73130       | Saint-Jean-de-Maurienne | Saint-Jean-de-Maurienne          | CC du Canton de La Chambre    | 3,20             | 1 191 (2022)                      | 372                | modifier les données · modifier les données |
| Chamousset                     | 73068      | 73390       | Chambéry                | Saint-Pierre-d'Albigny           | CC Cœur de Savoie             | 6,31             | 615 (2022)                        | 97                 | modifier les données · modifier les données |
| Chamoux-sur-Gelon              | 73069      | 73390       | Chambéry                | Saint-Pierre-d'Albigny           | CC Cœur de Savoie             | 10,63            | 961 (2022)                        | 90                 | modifier les données · modifier les données |
| Champ-Laurent                  | 73072      | 73390       | Chambéry                | Saint-Pierre-d'Albigny           | CC Cœur de Savoie             | 5,07             | 31 (2022)                         | 6,1                | modifier les données · modifier les données |
| Champagneux                    | 73070      | 73240       | Chambéry                | Bugey savoyard                   | CC Val Guiers                 | 10,68            | 671 (2022)                        | 63                 | modifier les données · modifier les données |
| Champagny-en-Vanoise           | 73071      | 73350       | Albertville             | Moûtiers                         | CC Val Vanoise                | 84,96            | 545 (2022)                        | 6,4                | modifier les données · modifier les données |
| Chanaz                         | 73073      | 73310       | Chambéry                | Bugey savoyard                   | CA Grand Lac                  | 6,75             | 551 (2022)                        | 82                 | modifier les données · modifier les données |
| La Chapelle                    | 73074      | 73660       | Saint-Jean-de-Maurienne | Saint-Jean-de-Maurienne          | CC du Canton de La Chambre    | 12,28            | 327 (2022)                        | 27                 | modifier les données · modifier les données |
| La Chapelle-Blanche            | 73075      | 73110       | Chambéry                | Montmélian                       | CC Cœur de Savoie             | 4,13             | 591 (2022)                        | 143                | modifier les données · modifier les données |
| La Chapelle-du-Mont-du-Chat    | 73076      | 73370       | Chambéry                | La Motte-Servolex                | CA Grand Lac                  | 7,08             | 267 (2022)                        | 38                 | modifier les données · modifier les données |
| La Chapelle-Saint-Martin       | 73078      | 73170       | Chambéry                | Bugey savoyard                   | CC de Yenne                   | 2,57             | 146 (2022)                        | 57                 | modifier les données · modifier les données |
| Les Chapelles                  | 73077      | 73700       | Albertville             | Bourg-Saint-Maurice              | CC de Haute-Tarentaise        | 17,31            | 566 (2022)                        | 33                 | modifier les données · modifier les données |
| Châteauneuf                    | 73079      | 73390       | Chambéry                | Saint-Pierre-d'Albigny           | CC Cœur de Savoie             | 6,99             | 922 (2022)                        | 132                | modifier les données · modifier les données |
| Le Châtelard                   | 73081      | 73630       | Chambéry                | Saint-Alban-Leysse               | CA Grand Chambéry             | 18,00            | 662 (2022)                        | 37                 | modifier les données · modifier les données |
| La Chavanne                    | 73082      | 73800       | Chambéry                | Montmélian                       | CC Cœur de Savoie             | 3,06             | 725 (2022)                        | 237                | modifier les données · modifier les données |
| Les Chavannes-en-Maurienne     | 73083      | 73660       | Saint-Jean-de-Maurienne | Saint-Jean-de-Maurienne          | CC du Canton de La Chambre    | 4,69             | 216 (2022)                        | 46                 | modifier les données · modifier les données |
| Chignin                        | 73084      | 73800       | Chambéry                | Montmélian                       | CC Cœur de Savoie             | 8,32             | 910 (2022)                        | 109                | modifier les données · modifier les données |
| Chindrieux                     | 73085      | 73310       | Chambéry                | Bugey savoyard                   | CA Grand Lac                  | 16,42            | 1 488 (2022)                      | 91                 | modifier les données · modifier les données |
| Cléry                          | 73086      | 73460       | Albertville             | Albertville-2                    | CA Arlysère                   | 10,90            | 374 (2022)                        | 34                 | modifier les données · modifier les données |
| Cognin                         | 73087      | 73160       | Chambéry                | Chambéry-3                       | CA Grand Chambéry             | 4,48             | 6 729 (2022)                      | 1 502              | modifier les données · modifier les données |
| Cohennoz                       | 73088      | 73400 73590 | Albertville             | Ugine                            | CA Arlysère                   | 13,78            | 140 (2022)                        | 10                 | modifier les données · modifier les données |
| Coise-Saint-Jean-Pied-Gauthier | 73089      | 73800       | Chambéry                | Saint-Pierre-d'Albigny           | CC Cœur de Savoie             | 10,38            | 1 306 (2022)                      | 126                | modifier les données · modifier les données |
| La Compôte                     | 73090      | 73630       | Chambéry                | Saint-Alban-Leysse               | CA Grand Chambéry             | 7,57             | 266 (2022)                        | 35                 | modifier les données · modifier les données |
| Conjux                         | 73091      | 73310       | Chambéry                | Bugey savoyard                   | CA Grand Lac                  | 1,70             | 216 (2022)                        | 127                | modifier les données · modifier les données |
| Corbel                         | 73092      | 73160       | Chambéry                | Le Pont-de-Beauvoisin            | CC Cœur de Chartreuse         | 10,31            | 155 (2022)                        | 15                 | modifier les données · modifier les données |
| Courchevel                     | 73227      | 73120       | Albertville             | Moûtiers                         | CC Val Vanoise                | 68,90            | 2 295 (2022)                      | 33                 | modifier les données · modifier les données |
| Crest-Voland                   | 73094      | 73590       | Albertville             | Ugine                            | CA Arlysère                   | 9,96             | 338 (2022)                        | 34                 | modifier les données · modifier les données |
| La Croix-de-la-Rochette        | 73095      | 73110       | Chambéry                | Montmélian                       | CC Cœur de Savoie             | 3,04             | 382 (2022)                        | 126                | modifier les données · modifier les données |
| Cruet                          | 73096      | 73800       | Chambéry                | Saint-Pierre-d'Albigny           | CC Cœur de Savoie             | 10,06            | 1 042 (2022)                      | 104                | modifier les données · modifier les données |
| Curienne                       | 73097      | 73190       | Chambéry                | Saint-Alban-Leysse               | CA Grand Chambéry             | 8,55             | 693 (2022)                        | 81                 | modifier les données · modifier les données |
| Les Déserts                    | 73098      | 73230       | Chambéry                | Saint-Alban-Leysse               | CA Grand Chambéry             | 33,59            | 826 (2022)                        | 25                 | modifier les données · modifier les données |
| Détrier                        | 73099      | 73110       | Chambéry                | Montmélian                       | CC Cœur de Savoie             | 2,25             | 431 (2022)                        | 192                | modifier les données · modifier les données |
| Domessin                       | 73100      | 73330       | Chambéry                | Le Pont-de-Beauvoisin            | CC Val Guiers                 | 9,83             | 1 999 (2022)                      | 203                | modifier les données · modifier les données |
| Doucy-en-Bauges                | 73101      | 73630       | Chambéry                | Saint-Alban-Leysse               | CA Grand Chambéry             | 12,65            | 95 (2022)                         | 7,5                | modifier les données · modifier les données |
| Drumettaz-Clarafond            | 73103      | 73420       | Chambéry                | La Motte-Servolex                | CA Grand Lac                  | 11,38            | 3 016 (2022)                      | 265                | modifier les données · modifier les données |
| Dullin                         | 73104      | 73610       | Chambéry                | Le Pont-de-Beauvoisin            | CC du Lac d'Aiguebelette      | 5,31             | 493 (2022)                        | 93                 | modifier les données · modifier les données |
| Les Échelles                   | 73105      | 73360       | Chambéry                | Le Pont-de-Beauvoisin            | CC Cœur de Chartreuse         | 3,75             | 1 270 (2022)                      | 339                | modifier les données · modifier les données |
| École                          | 73106      | 73630       | Chambéry                | Saint-Alban-Leysse               | CA Grand Chambéry             | 29,65            | 307 (2022)                        | 10                 | modifier les données · modifier les données |
| Entrelacs                      | 73010      | 73410       | Chambéry                | Aix-les-Bains-1                  | CA Grand Lac                  | 51,90            | 6 465 (2022)                      | 125                | modifier les données · modifier les données |
| Entremont-le-Vieux             | 73107      | 73670       | Chambéry                | Le Pont-de-Beauvoisin            | CC Cœur de Chartreuse         | 33,01            | 646 (2022)                        | 20                 | modifier les données · modifier les données |
| Épierre                        | 73109      | 73220       | Saint-Jean-de-Maurienne | Saint-Pierre-d'Albigny           | CC Porte de Maurienne         | 19,36            | 762 (2022)                        | 39                 | modifier les données · modifier les données |
| Esserts-Blay                   | 73110      | 73540       | Albertville             | Albertville-1                    | CA Arlysère                   | 15,51            | 758 (2022)                        | 49                 | modifier les données · modifier les données |
| Feissons-sur-Salins            | 73113      | 73350       | Albertville             | Moûtiers                         | CC Val Vanoise                | 4,80             | 174 (2022)                        | 36                 | modifier les données · modifier les données |
| Flumet                         | 73114      | 73590       | Albertville             | Ugine                            | CA Arlysère                   | 17,15            | 798 (2022)                        | 47                 | modifier les données · modifier les données |
| Fontcouverte-la-Toussuire      | 73116      | 73300       | Saint-Jean-de-Maurienne | Saint-Jean-de-Maurienne          | CC Cœur de Maurienne Arvan    | 21,52            | 482 (2022)                        | 22                 | modifier les données · modifier les données |
| Fourneaux                      | 73117      | 73500       | Saint-Jean-de-Maurienne | Modane                           | CC Haute Maurienne Vanoise    | 5,04             | 701 (2022)                        | 139                | modifier les données · modifier les données |
| Freney                         | 73119      | 73500       | Saint-Jean-de-Maurienne | Modane                           | CC Haute Maurienne Vanoise    | 11,13            | 107 (2022)                        | 9,6                | modifier les données · modifier les données |
| Fréterive                      | 73120      | 73250       | Chambéry                | Saint-Pierre-d'Albigny           | CC Cœur de Savoie             | 11,01            | 632 (2022)                        | 57                 | modifier les données · modifier les données |
| Frontenex                      | 73121      | 73460       | Albertville             | Albertville-2                    | CA Arlysère                   | 1,71             | 1 917 (2022)                      | 1 121              | modifier les données · modifier les données |
| Gerbaix                        | 73122      | 73470       | Chambéry                | Bugey savoyard                   | CC du Lac d'Aiguebelette      | 6,91             | 445 (2022)                        | 64                 | modifier les données · modifier les données |
| La Giettaz                     | 73123      | 73590       | Albertville             | Ugine                            | CA Arlysère                   | 35,20            | 379 (2022)                        | 11                 | modifier les données · modifier les données |
| Gilly-sur-Isère                | 73124      | 73200       | Albertville             | Albertville-2                    | CA Arlysère                   | 7,03             | 3 109 (2022)                      | 442                | modifier les données · modifier les données |
| Grand-Aigueblanche             | 73003      | 73260       | Albertville             | Moûtiers                         | CC des Vallées d'Aigueblanche | 27,33            | 3 794 (2022)                      | 139                | modifier les données · modifier les données |
| Grésy-sur-Aix                  | 73128      | 73100       | Chambéry                | Aix-les-Bains-1                  | CA Grand Lac                  | 12,73            | 4 633 (2022)                      | 364                | modifier les données · modifier les données |
| Grésy-sur-Isère                | 73129      | 73460       | Albertville             | Albertville-2                    | CA Arlysère                   | 9,02             | 1 197 (2022)                      | 133                | modifier les données · modifier les données |
| Grignon                        | 73130      | 73200       | Albertville             | Albertville-2                    | CA Arlysère                   | 9,29             | 2 104 (2022)                      | 226                | modifier les données · modifier les données |
| Hautecour                      | 73131      | 73600       | Albertville             | Moûtiers                         | CC Cœur de Tarentaise         | 11,65            | 298 (2022)                        | 26                 | modifier les données · modifier les données |
| Hauteluce                      | 73132      | 73620       | Albertville             | Ugine                            | CA Arlysère                   | 62,39            | 741 (2022)                        | 12                 | modifier les données · modifier les données |
| Hauteville                     | 73133      | 73390       | Chambéry                | Saint-Pierre-d'Albigny           | CC Cœur de Savoie             | 2,45             | 350 (2022)                        | 143                | modifier les données · modifier les données |
| Jacob-Bellecombette            | 73137      | 73000       | Chambéry                | Chambéry-2                       | CA Grand Chambéry             | 2,47             | 4 340 (2022)                      | 1 757              | modifier les données · modifier les données |
| Jarrier                        | 73138      | 73300       | Saint-Jean-de-Maurienne | Saint-Jean-de-Maurienne          | CC Cœur de Maurienne Arvan    | 17,79            | 502 (2022)                        | 28                 | modifier les données · modifier les données |
| Jarsy                          | 73139      | 73630       | Chambéry                | Saint-Alban-Leysse               | CA Grand Chambéry             | 32,68            | 255 (2022)                        | 7,8                | modifier les données · modifier les données |
| Jongieux                       | 73140      | 73170       | Chambéry                | Bugey savoyard                   | CC de Yenne                   | 6,43             | 284 (2022)                        | 44                 | modifier les données · modifier les données |
| Laissaud                       | 73141      | 73800       | Chambéry                | Montmélian                       | CC Cœur de Savoie             | 6,57             | 752 (2022)                        | 114                | modifier les données · modifier les données |
| Landry                         | 73142      | 73210       | Albertville             | Bourg-Saint-Maurice              | CC Les Versants d'Aime        | 10,62            | 810 (2022)                        | 76                 | modifier les données · modifier les données |
| La Léchère                     | 73187      | 73260       | Albertville             | Moûtiers                         | CC des Vallées d'Aigueblanche | 134,54           | 2 536 (2022)                      | 19                 | modifier les données · modifier les données |
| Lépin-le-Lac                   | 73145      | 73610       | Chambéry                | Le Pont-de-Beauvoisin            | CC du Lac d'Aiguebelette      | 5,11             | 466 (2022)                        | 91                 | modifier les données · modifier les données |
| Lescheraines                   | 73146      | 73340       | Chambéry                | Saint-Alban-Leysse               | CA Grand Chambéry             | 8,17             | 798 (2022)                        | 98                 | modifier les données · modifier les données |
| Loisieux                       | 73147      | 73170       | Chambéry                | Bugey savoyard                   | CC de Yenne                   | 9,33             | 224 (2022)                        | 24                 | modifier les données · modifier les données |
| Lucey                          | 73149      | 73170       | Chambéry                | Bugey savoyard                   | CC de Yenne                   | 6,14             | 290 (2022)                        | 47                 | modifier les données · modifier les données |
| Marcieux                       | 73152      | 73470       | Chambéry                | Bugey savoyard                   | CC du Lac d'Aiguebelette      | 4,40             | 237 (2022)                        | 54                 | modifier les données · modifier les données |
| Marthod                        | 73153      | 73400       | Albertville             | Ugine                            | CA Arlysère                   | 14,78            | 1 342 (2022)                      | 91                 | modifier les données · modifier les données |
| Mercury                        | 73154      | 73200       | Albertville             | Albertville-1                    | CA Arlysère                   | 22,33            | 3 471 (2022)                      | 155                | modifier les données · modifier les données |
| Méry                           | 73155      | 73420       | Chambéry                | La Motte-Servolex                | CA Grand Lac                  | 9,07             | 2 143 (2022)                      | 236                | modifier les données · modifier les données |
| Meyrieux-Trouet                | 73156      | 73170       | Chambéry                | Bugey savoyard                   | CC de Yenne                   | 11,05            | 337 (2022)                        | 30                 | modifier les données · modifier les données |
| Modane                         | 73157      | 73500       | Saint-Jean-de-Maurienne | Modane                           | CC Haute Maurienne Vanoise    | 71,04            | 2 879 (2022)                      | 41                 | modifier les données · modifier les données |
| Les Mollettes                  | 73159      | 73800       | Chambéry                | Montmélian                       | CC Cœur de Savoie             | 5,47             | 870 (2022)                        | 159                | modifier les données · modifier les données |
| Montagnole                     | 73160      | 73000       | Chambéry                | Le Pont-de-Beauvoisin            | CA Grand Chambéry             | 11,30            | 1 000 (2022)                      | 88                 | modifier les données · modifier les données |
| Montagny                       | 73161      | 73350       | Albertville             | Moûtiers                         | CC Val Vanoise                | 13,26            | 659 (2022)                        | 50                 | modifier les données · modifier les données |
| Montailleur                    | 73162      | 73460       | Albertville             | Albertville-2                    | CA Arlysère                   | 15,30            | 664 (2022)                        | 43                 | modifier les données · modifier les données |
| Montcel                        | 73164      | 73100       | Chambéry                | Aix-les-Bains-1                  | CA Grand Lac                  | 15,23            | 1 090 (2022)                      | 72                 | modifier les données · modifier les données |
| Montendry                      | 73166      | 73390       | Chambéry                | Saint-Pierre-d'Albigny           | CC Cœur de Savoie             | 8,28             | 50 (2022)                         | 6,0                | modifier les données · modifier les données |
| Montgilbert                    | 73168      | 73220       | Saint-Jean-de-Maurienne | Saint-Pierre-d'Albigny           | CC Porte de Maurienne         | 9,53             | 115 (2022)                        | 12                 | modifier les données · modifier les données |
| Monthion                       | 73170      | 73200       | Albertville             | Albertville-2                    | CA Arlysère                   | 6,36             | 520 (2022)                        | 82                 | modifier les données · modifier les données |
| Montmélian                     | 73171      | 73800       | Chambéry                | Montmélian                       | CC Cœur de Savoie             | 5,69             | 4 041 (2022)                      | 710                | modifier les données · modifier les données |
| Montricher-Albanne             | 73173      | 73870       | Saint-Jean-de-Maurienne | Saint-Jean-de-Maurienne          | CC Cœur de Maurienne Arvan    | 27,99            | 477 (2022)                        | 17                 | modifier les données · modifier les données |
| Montsapey                      | 73175      | 73220       | Saint-Jean-de-Maurienne | Saint-Pierre-d'Albigny           | CC Porte de Maurienne         | 26,36            | 83 (2022)                         | 3,1                | modifier les données · modifier les données |
| Montvalezan                    | 73176      | 73700       | Albertville             | Bourg-Saint-Maurice              | CC de Haute-Tarentaise        | 25,90            | 729 (2022)                        | 28                 | modifier les données · modifier les données |
| Montvernier                    | 73177      | 73300       | Saint-Jean-de-Maurienne | Saint-Jean-de-Maurienne          | CC Cœur de Maurienne Arvan    | 6,68             | 237 (2022)                        | 35                 | modifier les données · modifier les données |
| La Motte-en-Bauges             | 73178      | 73340       | Chambéry                | Saint-Alban-Leysse               | CA Grand Chambéry             | 9,96             | 514 (2022)                        | 52                 | modifier les données · modifier les données |
| La Motte-Servolex              | 73179      | 73290       | Chambéry                | La Motte-Servolex                | CA Grand Chambéry             | 29,85            | 12 167 (2022)                     | 408                | modifier les données · modifier les données |
| Motz                           | 73180      | 73310       | Chambéry                | Bugey savoyard                   | CA Grand Lac                  | 9,04             | 467 (2022)                        | 52                 | modifier les données · modifier les données |
| Moûtiers                       | 73181      | 73600       | Albertville             | Moûtiers                         | CC Cœur de Tarentaise         | 3,16             | 3 482 (2022)                      | 1 102              | modifier les données · modifier les données |
| Mouxy                          | 73182      | 73100       | Chambéry                | Aix-les-Bains-2                  | CA Grand Lac                  | 6,28             | 2 291 (2022)                      | 365                | modifier les données · modifier les données |
| Myans                          | 73183      | 73800       | Chambéry                | Montmélian                       | CC Cœur de Savoie             | 3,58             | 1 294 (2022)                      | 361                | modifier les données · modifier les données |
| Nances                         | 73184      | 73470       | Chambéry                | Le Pont-de-Beauvoisin            | CC du Lac d'Aiguebelette      | 9,90             | 534 (2022)                        | 54                 | modifier les données · modifier les données |
| Notre-Dame-de-Bellecombe       | 73186      | 73590       | Albertville             | Ugine                            | CA Arlysère                   | 21,45            | 468 (2022)                        | 22                 | modifier les données · modifier les données |
| Notre-Dame-des-Millières       | 73188      | 73460       | Albertville             | Albertville-2                    | CA Arlysère                   | 10,35            | 1 000 (2022)                      | 97                 | modifier les données · modifier les données |
| Notre-Dame-du-Cruet            | 73189      | 73130       | Saint-Jean-de-Maurienne | Saint-Jean-de-Maurienne          | CC du Canton de La Chambre    | 1,90             | 221 (2022)                        | 116                | modifier les données · modifier les données |
| Notre-Dame-du-Pré              | 73190      | 73600       | Albertville             | Moûtiers                         | CC Cœur de Tarentaise         | 18,20            | 256 (2022)                        | 14                 | modifier les données · modifier les données |
| Novalaise                      | 73191      | 73470       | Chambéry                | Bugey savoyard                   | CC du Lac d'Aiguebelette      | 16,26            | 2 243 (2022)                      | 138                | modifier les données · modifier les données |
| Le Noyer                       | 73192      | 73340       | Chambéry                | Saint-Alban-Leysse               | CA Grand Chambéry             | 12,30            | 220 (2022)                        | 18                 | modifier les données · modifier les données |
| Ontex                          | 73193      | 73310       | Chambéry                | Bugey savoyard                   | CA Grand Lac                  | 4,62             | 92 (2022)                         | 20                 | modifier les données · modifier les données |
| Orelle                         | 73194      | 73140       | Saint-Jean-de-Maurienne | Modane                           | CC Maurienne-Galibier         | 69,25            | 321 (2022)                        | 4,6                | modifier les données · modifier les données |
| Pallud                         | 73196      | 73200       | Albertville             | Ugine                            | CA Arlysère                   | 5,20             | 792 (2022)                        | 152                | modifier les données · modifier les données |
| Peisey-Nancroix                | 73197      | 73210       | Albertville             | Bourg-Saint-Maurice              | CC Les Versants d'Aime        | 70,64            | 633 (2022)                        | 9,0                | modifier les données · modifier les données |
| La Plagne Tarentaise           | 73150      | 73210       | Albertville             | Bourg-Saint-Maurice              | CC Les Versants d'Aime        | 96,07            | 3 825 (2022)                      | 40                 | modifier les données · modifier les données |
| Planaise                       | 73200      | 73800       | Chambéry                | Montmélian                       | CC Cœur de Savoie             | 4,16             | 558 (2022)                        | 134                | modifier les données · modifier les données |
| Planay                         | 73201      | 73350       | Albertville             | Moûtiers                         | CC Val Vanoise                | 22,41            | 441 (2022)                        | 20                 | modifier les données · modifier les données |
| Plancherine                    | 73202      | 73200       | Albertville             | Albertville-2                    | CA Arlysère                   | 6,86             | 462 (2022)                        | 67                 | modifier les données · modifier les données |
| Le Pont-de-Beauvoisin          | 73204      | 73330       | Chambéry                | Le Pont-de-Beauvoisin            | CC Val Guiers                 | 1,83             | 2 106 (2022)                      | 1 151              | modifier les données · modifier les données |
| Le Pontet                      | 73205      | 73110       | Chambéry                | Montmélian                       | CC Cœur de Savoie             | 8,66             | 133 (2022)                        | 15                 | modifier les données · modifier les données |
| Porte-de-Savoie                | 73151      | 73800       | Chambéry                | Montmélian                       | CC Cœur de Savoie             | 22,28            | 3 944 (2022)                      | 177                | modifier les données · modifier les données |
| Pralognan-la-Vanoise           | 73206      | 73710       | Albertville             | Moûtiers                         | CC Val Vanoise                | 88,57            | 700 (2022)                        | 7,9                | modifier les données · modifier les données |
| Presle                         | 73207      | 73110       | Chambéry                | Montmélian                       | CC Cœur de Savoie             | 11,58            | 434 (2022)                        | 37                 | modifier les données · modifier les données |
| Pugny-Chatenod                 | 73208      | 73100       | Chambéry                | Aix-les-Bains-1                  | CA Grand Lac                  | 5,36             | 1 060 (2022)                      | 198                | modifier les données · modifier les données |
| Puygros                        | 73210      | 73190       | Chambéry                | Saint-Alban-Leysse               | CA Grand Chambéry             | 10,34            | 375 (2022)                        | 36                 | modifier les données · modifier les données |
| Queige                         | 73211      | 73720       | Albertville             | Ugine                            | CA Arlysère                   | 32,61            | 901 (2022)                        | 28                 | modifier les données · modifier les données |
| La Ravoire                     | 73213      | 73490       | Chambéry                | La Ravoire                       | CA Grand Chambéry             | 6,82             | 9 154 (2022)                      | 1 342              | modifier les données · modifier les données |
| Rochefort                      | 73214      | 73240       | Chambéry                | Bugey savoyard                   | CC Val Guiers                 | 5,60             | 250 (2022)                        | 45                 | modifier les données · modifier les données |
| Rognaix                        | 73216      | 73730       | Albertville             | Albertville-1                    | CA Arlysère                   | 8,98             | 487 (2022)                        | 54                 | modifier les données · modifier les données |
| Rotherens                      | 73217      | 73110       | Chambéry                | Montmélian                       | CC Cœur de Savoie             | 1,74             | 375 (2022)                        | 216                | modifier les données · modifier les données |
| Ruffieux                       | 73218      | 73310       | Chambéry                | Bugey savoyard                   | CA Grand Lac                  | 13,21            | 808 (2022)                        | 61                 | modifier les données · modifier les données |
| Saint-Alban-d'Hurtières        | 73220      | 73220       | Saint-Jean-de-Maurienne | Saint-Pierre-d'Albigny           | CC Porte de Maurienne         | 19,40            | 387 (2022)                        | 20                 | modifier les données · modifier les données |
| Saint-Alban-de-Montbel         | 73219      | 73610       | Chambéry                | Le Pont-de-Beauvoisin            | CC du Lac d'Aiguebelette      | 4,55             | 685 (2022)                        | 151                | modifier les données · modifier les données |
| Saint-Alban-des-Villards       | 73221      | 73130       | Saint-Jean-de-Maurienne | Saint-Jean-de-Maurienne          | CC du Canton de La Chambre    | 24,02            | 88 (2022)                         | 3,7                | modifier les données · modifier les données |
| Saint-Alban-Leysse             | 73222      | 73230       | Chambéry                | Saint-Alban-Leysse               | CA Grand Chambéry             | 8,40             | 6 589 (2022)                      | 784                | modifier les données · modifier les données |
| Saint-André                    | 73223      | 73500       | Saint-Jean-de-Maurienne | Modane                           | CC Haute Maurienne Vanoise    | 30,84            | 447 (2022)                        | 14                 | modifier les données · modifier les données |
| Saint-Avre                     | 73224      | 73130       | Saint-Jean-de-Maurienne | Saint-Jean-de-Maurienne          | CC du Canton de La Chambre    | 3,64             | 895 (2022)                        | 246                | modifier les données · modifier les données |
| Saint-Baldoph                  | 73225      | 73190       | Chambéry                | La Ravoire                       | CA Grand Chambéry             | 6,24             | 2 827 (2022)                      | 453                | modifier les données · modifier les données |
| Saint-Béron                    | 73226      | 73520       | Chambéry                | Le Pont-de-Beauvoisin            | CC Val Guiers                 | 8,66             | 1 720 (2022)                      | 199                | modifier les données · modifier les données |
| Saint-Cassin                   | 73228      | 73160       | Chambéry                | Le Pont-de-Beauvoisin            | CA Grand Chambéry             | 14,79            | 1 009 (2022)                      | 68                 | modifier les données · modifier les données |
| Saint-Christophe               | 73229      | 73360       | Chambéry                | Le Pont-de-Beauvoisin            | CC Cœur de Chartreuse         | 11,01            | 538 (2022)                        | 49                 | modifier les données · modifier les données |
| Saint-Colomban-des-Villards    | 73230      | 73130       | Saint-Jean-de-Maurienne | Saint-Jean-de-Maurienne          | CC du Canton de La Chambre    | 81,12            | 138 (2022)                        | 1,7                | modifier les données · modifier les données |
| Saint-Étienne-de-Cuines        | 73231      | 73130       | Saint-Jean-de-Maurienne | Saint-Jean-de-Maurienne          | CC du Canton de La Chambre    | 20,50            | 1 193 (2022)                      | 58                 | modifier les données · modifier les données |
| Saint-Franc                    | 73233      | 73360       | Chambéry                | Le Pont-de-Beauvoisin            | CC Cœur de Chartreuse         | 7,25             | 155 (2022)                        | 21                 | modifier les données · modifier les données |
| Saint-François-de-Sales        | 73234      | 73340       | Chambéry                | Saint-Alban-Leysse               | CA Grand Chambéry             | 14,44            | 176 (2022)                        | 12                 | modifier les données · modifier les données |
| Saint François Longchamp       | 73235      | 73130       | Saint-Jean-de-Maurienne | Saint-Jean-de-Maurienne          | CC du Canton de La Chambre    | 60,68            | 487 (2022)                        | 8,0                | modifier les données · modifier les données |
| Saint-Genix-les-Villages       | 73236      | 73240       | Chambéry                | Bugey savoyard                   | CC Val Guiers                 | 25,45            | 3 028 (2022)                      | 119                | modifier les données · modifier les données |
| Saint-Georges-d'Hurtières      | 73237      | 73220       | Saint-Jean-de-Maurienne | Saint-Pierre-d'Albigny           | CC Porte de Maurienne         | 11,85            | 409 (2022)                        | 35                 | modifier les données · modifier les données |
| Saint-Jean-d'Arves             | 73242      | 73530       | Saint-Jean-de-Maurienne | Saint-Jean-de-Maurienne          | CC Cœur de Maurienne Arvan    | 75,60            | 271 (2022)                        | 3,6                | modifier les données · modifier les données |
| Saint-Jean-d'Arvey             | 73243      | 73230       | Chambéry                | Saint-Alban-Leysse               | CA Grand Chambéry             | 13,01            | 1 704 (2022)                      | 131                | modifier les données · modifier les données |
| Saint-Jean-de-Chevelu          | 73245      | 73170       | Chambéry                | Bugey savoyard                   | CC de Yenne                   | 12,72            | 837 (2022)                        | 66                 | modifier les données · modifier les données |
| Saint-Jean-de-Couz             | 73246      | 73160       | Chambéry                | Le Pont-de-Beauvoisin            | CC Cœur de Chartreuse         | 7,71             | 303 (2022)                        | 39                 | modifier les données · modifier les données |
| Saint-Jean-de-la-Porte         | 73247      | 73250       | Chambéry                | Saint-Pierre-d'Albigny           | CC Cœur de Savoie             | 16,01            | 977 (2022)                        | 61                 | modifier les données · modifier les données |
| Saint-Jean-de-Maurienne        | 73248      | 73300       | Saint-Jean-de-Maurienne | Saint-Jean-de-Maurienne          | CC Cœur de Maurienne Arvan    | 11,51            | 7 524 (2022)                      | 654                | modifier les données · modifier les données |
| Saint-Jeoire-Prieuré           | 73249      | 73190       | Chambéry                | La Ravoire                       | CA Grand Chambéry             | 5,34             | 1 965 (2022)                      | 368                | modifier les données · modifier les données |
| Saint-Julien-Mont-Denis        | 73250      | 73870       | Saint-Jean-de-Maurienne | Saint-Jean-de-Maurienne          | CC Cœur de Maurienne Arvan    | 33,04            | 1 510 (2022)                      | 46                 | modifier les données · modifier les données |
| Saint-Léger                    | 73252      | 73220       | Saint-Jean-de-Maurienne | Saint-Pierre-d'Albigny           | CC Porte de Maurienne         | 11,06            | 256 (2022)                        | 23                 | modifier les données · modifier les données |
| Saint-Marcel                   | 73253      | 73600       | Albertville             | Moûtiers                         | CC Cœur de Tarentaise         | 8,76             | 615 (2022)                        | 70                 | modifier les données · modifier les données |
| Saint-Martin-d'Arc             | 73256      | 73140       | Saint-Jean-de-Maurienne | Modane                           | CC Maurienne-Galibier         | 4,93             | 302 (2022)                        | 61                 | modifier les données · modifier les données |
| Saint-Martin-de-la-Porte       | 73258      | 73140       | Saint-Jean-de-Maurienne | Modane                           | CC Maurienne-Galibier         | 19,25            | 692 (2022)                        | 36                 | modifier les données · modifier les données |
| Saint-Martin-sur-la-Chambre    | 73259      | 73130       | Saint-Jean-de-Maurienne | Saint-Jean-de-Maurienne          | CC du Canton de La Chambre    | 4,69             | 530 (2022)                        | 113                | modifier les données · modifier les données |
| Saint-Michel-de-Maurienne      | 73261      | 73140       | Saint-Jean-de-Maurienne | Modane                           | CC Maurienne-Galibier         | 36,31            | 2 432 (2022)                      | 67                 | modifier les données · modifier les données |
| Saint-Nicolas-la-Chapelle      | 73262      | 73590       | Albertville             | Ugine                            | CA Arlysère                   | 23,63            | 490 (2022)                        | 21                 | modifier les données · modifier les données |
| Saint-Offenge                  | 73263      | 73100       | Chambéry                | Aix-les-Bains-1                  | CA Grand Lac                  | 15,63            | 1 163 (2022)                      | 74                 | modifier les données · modifier les données |
| Saint-Ours                     | 73265      | 73410       | Chambéry                | Aix-les-Bains-1                  | CA Grand Lac                  | 4,59             | 760 (2022)                        | 166                | modifier les données · modifier les données |
| Saint-Pancrace                 | 73267      | 73300       | Saint-Jean-de-Maurienne | Saint-Jean-de-Maurienne          | CC Cœur de Maurienne Arvan    | 5,59             | 305 (2022)                        | 55                 | modifier les données · modifier les données |
| Saint-Paul-sur-Isère           | 73268      | 73730       | Albertville             | Albertville-1                    | CA Arlysère                   | 20,93            | 533 (2022)                        | 25                 | modifier les données · modifier les données |
| Saint-Paul-sur-Yenne           | 73269      | 73170       | Chambéry                | Bugey savoyard                   | CC de Yenne                   | 13,25            | 750 (2022)                        | 57                 | modifier les données · modifier les données |
| Saint-Pierre-d'Albigny         | 73270      | 73250       | Chambéry                | Saint-Pierre-d'Albigny           | CC Cœur de Savoie             | 18,46            | 4 175 (2022)                      | 226                | modifier les données · modifier les données |
| Saint-Pierre-d'Alvey           | 73271      | 73170       | Chambéry                | Bugey savoyard                   | CC de Yenne                   | 7,70             | 309 (2022)                        | 40                 | modifier les données · modifier les données |
| Saint-Pierre-d'Entremont       | 73274      | 73670       | Chambéry                | Le Pont-de-Beauvoisin            | CC Cœur de Chartreuse         | 18,36            | 404 (2022)                        | 22                 | modifier les données · modifier les données |
| Saint-Pierre-de-Belleville     | 73272      | 73220       | Saint-Jean-de-Maurienne | Saint-Pierre-d'Albigny           | CC Porte de Maurienne         | 7,46             | 176 (2022)                        | 24                 | modifier les données · modifier les données |
| Saint-Pierre-de-Curtille       | 73273      | 73310       | Chambéry                | Bugey savoyard                   | CA Grand Lac                  | 9,75             | 488 (2022)                        | 50                 | modifier les données · modifier les données |
| Saint-Pierre-de-Genebroz       | 73275      | 73360       | Chambéry                | Le Pont-de-Beauvoisin            | CC Cœur de Chartreuse         | 6,14             | 327 (2022)                        | 53                 | modifier les données · modifier les données |
| Saint-Pierre-de-Soucy          | 73276      | 73800       | Chambéry                | Montmélian                       | CC Cœur de Savoie             | 9,09             | 423 (2022)                        | 47                 | modifier les données · modifier les données |
| Saint-Rémy-de-Maurienne        | 73278      | 73660       | Saint-Jean-de-Maurienne | Saint-Jean-de-Maurienne          | CC du Canton de La Chambre    | 44,26            | 1 263 (2022)                      | 29                 | modifier les données · modifier les données |
| Saint-Sorlin-d'Arves           | 73280      | 73530       | Saint-Jean-de-Maurienne | Saint-Jean-de-Maurienne          | CC Cœur de Maurienne Arvan    | 39,00            | 347 (2022)                        | 8,9                | modifier les données · modifier les données |
| Saint-Sulpice                  | 73281      | 73160       | Chambéry                | Le Pont-de-Beauvoisin            | CA Grand Chambéry             | 8,82             | 820 (2022)                        | 93                 | modifier les données · modifier les données |
| Saint-Thibaud-de-Couz          | 73282      | 73160       | Chambéry                | Le Pont-de-Beauvoisin            | CC Cœur de Chartreuse         | 24,17            | 1 097 (2022)                      | 45                 | modifier les données · modifier les données |
| Saint-Vital                    | 73283      | 73460       | Albertville             | Albertville-2                    | CA Arlysère                   | 3,60             | 761 (2022)                        | 211                | modifier les données · modifier les données |
| Sainte-Foy-Tarentaise          | 73232      | 73640       | Albertville             | Bourg-Saint-Maurice              | CC de Haute-Tarentaise        | 100,15           | 690 (2022)                        | 6,9                | modifier les données · modifier les données |
| Sainte-Hélène-du-Lac           | 73240      | 73800       | Chambéry                | Montmélian                       | CC Cœur de Savoie             | 7,09             | 835 (2022)                        | 118                | modifier les données · modifier les données |
| Sainte-Hélène-sur-Isère        | 73241      | 73460       | Albertville             | Albertville-2                    | CA Arlysère                   | 14,43            | 1 227 (2022)                      | 85                 | modifier les données · modifier les données |
| Sainte-Marie-d'Alvey           | 73254      | 73240       | Chambéry                | Bugey savoyard                   | CC Val Guiers                 | 2,61             | 128 (2022)                        | 49                 | modifier les données · modifier les données |
| Sainte-Marie-de-Cuines         | 73255      | 73130       | Saint-Jean-de-Maurienne | Saint-Jean-de-Maurienne          | CC du Canton de La Chambre    | 14,95            | 840 (2022)                        | 56                 | modifier les données · modifier les données |
| Sainte-Reine                   | 73277      | 73630       | Chambéry                | Saint-Alban-Leysse               | CA Grand Chambéry             | 14,62            | 170 (2022)                        | 12                 | modifier les données · modifier les données |
| Salins-Fontaine                | 73284      | 73600       | Albertville             | Moûtiers                         | CC Cœur de Tarentaise         | 8,64             | 959 (2022)                        | 111                | modifier les données · modifier les données |
| Séez                           | 73285      | 73700       | Albertville             | Bourg-Saint-Maurice              | CC de Haute-Tarentaise        | 42,55            | 2 460 (2022)                      | 58                 | modifier les données · modifier les données |
| Serrières-en-Chautagne         | 73286      | 73310       | Chambéry                | Bugey savoyard                   | CA Grand Lac                  | 16,04            | 1 161 (2022)                      | 72                 | modifier les données · modifier les données |
| Sonnaz                         | 73288      | 73000       | Chambéry                | Chambéry-1                       | CA Grand Chambéry             | 6,79             | 2 106 (2022)                      | 310                | modifier les données · modifier les données |
| La Table                       | 73289      | 73110       | Chambéry                | Montmélian                       | CC Cœur de Savoie             | 14,85            | 432 (2022)                        | 29                 | modifier les données · modifier les données |
| Thénésol                       | 73292      | 73200       | Albertville             | Ugine                            | CA Arlysère                   | 5,49             | 318 (2022)                        | 58                 | modifier les données · modifier les données |
| Thoiry                         | 73293      | 73230       | Chambéry                | Saint-Alban-Leysse               | CA Grand Chambéry             | 17,75            | 454 (2022)                        | 26                 | modifier les données · modifier les données |
| La Thuile                      | 73294      | 73190       | Chambéry                | Saint-Alban-Leysse               | CA Grand Chambéry             | 18,26            | 348 (2022)                        | 19                 | modifier les données · modifier les données |
| Tignes                         | 73296      | 73320       | Albertville             | Bourg-Saint-Maurice              | CC de Haute-Tarentaise        | 81,63            | 1 953 (2022)                      | 24                 | modifier les données · modifier les données |
| La Tour-en-Maurienne           | 73135      | 73300       | Saint-Jean-de-Maurienne | Saint-Jean-de-Maurienne          | CC Cœur de Maurienne Arvan    | 40,96            | 1 091 (2022)                      | 27                 | modifier les données · modifier les données |
| Tournon                        | 73297      | 73460       | Albertville             | Albertville-2                    | CA Arlysère                   | 4,86             | 577 (2022)                        | 119                | modifier les données · modifier les données |
| Tours-en-Savoie                | 73298      | 73790       | Albertville             | Albertville-1                    | CA Arlysère                   | 15,37            | 905 (2022)                        | 59                 | modifier les données · modifier les données |
| Traize                         | 73299      | 73170       | Chambéry                | Bugey savoyard                   | CC de Yenne                   | 9,48             | 336 (2022)                        | 35                 | modifier les données · modifier les données |
| Tresserve                      | 73300      | 73100       | Chambéry                | Aix-les-Bains-2                  | CA Grand Lac                  | 2,77             | 2 927 (2022)                      | 1 057              | modifier les données · modifier les données |
| Trévignin                      | 73301      | 73100       | Chambéry                | Aix-les-Bains-1                  | CA Grand Lac                  | 6,89             | 861 (2022)                        | 125                | modifier les données · modifier les données |
| La Trinité                     | 73302      | 73110       | Chambéry                | Montmélian                       | CC Cœur de Savoie             | 4,88             | 380 (2022)                        | 78                 | modifier les données · modifier les données |
| Ugine                          | 73303      | 73400       | Albertville             | Ugine                            | CA Arlysère                   | 57,36            | 7 162 (2022)                      | 125                | modifier les données · modifier les données |
| Val-Cenis                      | 73290      | 73480 73500 | Saint-Jean-de-Maurienne | Modane                           | CC Haute Maurienne Vanoise    | 408,05           | 2 092 (2022)                      | 5,1                | modifier les données · modifier les données |
| Val-d'Arc                      | 73212      | 73220       | Saint-Jean-de-Maurienne | Saint-Pierre-d'Albigny           | CC Porte de Maurienne         | 14,21            | 2 009 (2022)                      | 141                | modifier les données · modifier les données |
| Val-d'Isère                    | 73304      | 73150       | Albertville             | Bourg-Saint-Maurice              | CC de Haute-Tarentaise        | 94,39            | 1 572 (2022)                      | 17                 | modifier les données · modifier les données |
| Valgelon-La Rochette           | 73215      | 73110       | Chambéry                | Montmélian                       | CC Cœur de Savoie             | 7,36             | 4 185 (2022)                      | 569                | modifier les données · modifier les données |
| Valloire                       | 73306      | 73450       | Saint-Jean-de-Maurienne | Modane                           | CC Maurienne-Galibier         | 137,48           | 1 074 (2022)                      | 7,8                | modifier les données · modifier les données |
| Valmeinier                     | 73307      | 73450       | Saint-Jean-de-Maurienne | Modane                           | CC Maurienne-Galibier         | 54,26            | 578 (2022)                        | 11                 | modifier les données · modifier les données |
| Venthon                        | 73308      | 73200       | Albertville             | Ugine                            | CA Arlysère                   | 2,50             | 607 (2022)                        | 243                | modifier les données · modifier les données |
| Verel-de-Montbel               | 73309      | 73330       | Chambéry                | Le Pont-de-Beauvoisin            | CC Val Guiers                 | 3,74             | 339 (2022)                        | 91                 | modifier les données · modifier les données |
| Verel-Pragondran               | 73310      | 73230       | Chambéry                | Saint-Alban-Leysse               | CA Grand Chambéry             | 6,53             | 586 (2022)                        | 90                 | modifier les données · modifier les données |
| Le Verneil                     | 73311      | 73110       | Chambéry                | Montmélian                       | CC Cœur de Savoie             | 7,52             | 89 (2022)                         | 12                 | modifier les données · modifier les données |
| Verrens-Arvey                  | 73312      | 73460       | Albertville             | Albertville-2                    | CA Arlysère                   | 10,82            | 958 (2022)                        | 89                 | modifier les données · modifier les données |
| Verthemex                      | 73313      | 73170       | Chambéry                | Bugey savoyard                   | CC de Yenne                   | 9,28             | 240 (2022)                        | 26                 | modifier les données · modifier les données |
| Villard-d'Héry                 | 73314      | 73800       | Chambéry                | Montmélian                       | CC Cœur de Savoie             | 4,90             | 264 (2022)                        | 54                 | modifier les données · modifier les données |
| Villard-Léger                  | 73315      | 73390       | Chambéry                | Saint-Pierre-d'Albigny           | CC Cœur de Savoie             | 6,73             | 436 (2022)                        | 65                 | modifier les données · modifier les données |
| Villard-Sallet                 | 73316      | 73110       | Chambéry                | Montmélian                       | CC Cœur de Savoie             | 3,14             | 297 (2022)                        | 95                 | modifier les données · modifier les données |
| Villard-sur-Doron              | 73317      | 73270       | Albertville             | Ugine                            | CA Arlysère                   | 22,21            | 683 (2022)                        | 31                 | modifier les données · modifier les données |
| Villarembert                   | 73318      | 73300       | Saint-Jean-de-Maurienne | Saint-Jean-de-Maurienne          | CC Cœur de Maurienne Arvan    | 9,58             | 245 (2022)                        | 26                 | modifier les données · modifier les données |
| Villargondran                  | 73320      | 73300       | Saint-Jean-de-Maurienne | Saint-Jean-de-Maurienne          | CC Cœur de Maurienne Arvan    | 6,12             | 804 (2022)                        | 131                | modifier les données · modifier les données |
| Villarodin-Bourget             | 73322      | 73500       | Saint-Jean-de-Maurienne | Modane                           | CC Haute Maurienne Vanoise    | 33,08            | 511 (2022)                        | 15                 | modifier les données · modifier les données |
| Villaroger                     | 73323      | 73640       | Albertville             | Bourg-Saint-Maurice              | CC de Haute-Tarentaise        | 28,15            | 359 (2022)                        | 13                 | modifier les données · modifier les données |
| Villaroux                      | 73324      | 73110       | Chambéry                | Montmélian                       | CC Cœur de Savoie             | 3,09             | 191 (2022)                        | 62                 | modifier les données · modifier les données |
| Vimines                        | 73326      | 73160       | Chambéry                | Le Pont-de-Beauvoisin            | CA Grand Chambéry             | 14,23            | 2 304 (2022)                      | 162                | modifier les données · modifier les données |
| Vions                          | 73327      | 73310       | Chambéry                | Bugey savoyard                   | CA Grand Lac                  | 5,70             | 426 (2022)                        | 75                 | modifier les données · modifier les données |
| Viviers-du-Lac                 | 73328      | 73420       | Chambéry                | La Motte-Servolex                | CA Grand Lac                  | 3,94             | 2 282 (2022)                      | 579                | modifier les données · modifier les données |
| Voglans                        | 73329      | 73420       | Chambéry                | La Motte-Servolex                | CA Grand Lac                  | 4,62             | 1 998 (2022)                      | 432                | modifier les données · modifier les données |
| Yenne                          | 73330      | 73170       | Chambéry                | Bugey savoyard                   | CC de Yenne                   | 23,36            | 3 045 (2022)                      | 130                | modifier les données · modifier les données |
| Savoie                         | 73         |             |                         |                                  |                               | 6 028,00         | 445 288 (2022)                    | 74                 | modifier les données                        |

## Fusions et créations de communes
- Le 1er janvier 2015, les communes de Saint-Offenge-Dessous et Saint-Offenge-Dessus fusionnent pour devenir la commune de Saint-Offenge.
- Le 1er janvier 2016, les communes de Albens, Cessens, Épersy, Mognard, Saint-Germain-la-Chambotte et Saint-Girod fusionnent pour devenir une commune nouvelle appelée Entrelacs[3].
- Le 1er janvier 2016, les communes d'Aime, Granier et Montgirod fusionnent pour devenir une commune nouvelle appelée Aime-la-Plagne[4]
- Le 1er janvier 2016, les communes de Fontaine-le-Puits et Salins-les-Thermes fusionnent pour devenir une commune nouvelle appelée Salins-Fontaine[5]
- Le 1er janvier 2016, les communes de Saint-Martin-de-Belleville et Villarlurin fusionnent pour devenir une commune nouvelle appelée Les Belleville[6]
- Le 1er janvier 2016, les communes de Bellentre, La Côte-d'Aime, Mâcot-La-Plagne et Valezan fusionnent pour devenir une commune nouvelle appelée La Plagne Tarentaise[7]
- Le 1er janvier 2017, les communes de Saint-Bon-Tarentaise et La Perrière fusionnent pour devenir la commune nouvelle de Courchevel
- Le 1er janvier 2017, les communes de Saint-François-Longchamp, Montaimont et Montgellafrey fusionnent pour devenir la commune nouvelle de Saint François Longchamp
- Le 1er janvier 2017, les communes de Bramans, Sollières-Sardières, Termignon, Lanslebourg-Mont-Cenis et Lanslevillard fusionnent pour devenir la commune nouvelle de Val-Cenis
- Le 1er janvier 2019 les communes d'Hermillon, Le Châtel et Pontamafrey-Montpascal fusionnent pour devenir la commune nouvelle de La Tour-en-Maurienne[8]
- Le 1er janvier 2019 les communes d'Aigueblanche, du Bois et de Saint-Oyen fusionnent pour devenir la commune nouvelle de Grand-Aigueblanche
- Le 1er janvier 2019 la commune de Saint-Jean-de-Belleville fusionne avec la commune nouvelle de Les Belleville (2016) dont elle devient commune déléguée
- Le 1er janvier 2019, les communes de Francin et Les Marches fusionnent pour devenir la commune nouvelle de Porte-de-Savoie
- Le 1er janvier 2019, les communes de Gresin, Saint-Genix-sur-Guiers et Saint-Maurice-de-Rotherens fusionnent pour devenir la commune nouvelle de Saint-Genix-les-Villages
- Le 1er janvier 2019, les communes d'Aiguebelle et Randens fusionnent pour devenir la commune nouvelle de Val-d'Arc
- Le 1er janvier 2019, les communes de Étable et La Rochette fusionnent pour devenir la commune nouvelle de Valgelon-La Rochette
- Le 1er janvier 2019, les communes de Bonneval, Feissons-sur-Isère et La Léchère fusionnent pour devenir la commune nouvelle de La Léchère